# Idioma norn
El norn o nórnico fue una antigua lengua escandinava hablada en las islas del norte de Escocia, concretamente en las Órcadas y las Shetland. Actualmente está extinta, pero se piensa que podría haber sobrevivido como lengua hablada hasta el siglo XIX. Su último hablante conocido fue Walter Sutherland, que murió aproximadamente en 1850.
En la actualidad, se está intentando recuperar el idioma norn moderno que en un 99 % es igual al feroés, poniéndolo como idioma oficial en los archipiélagos de las Órcadas y las Shetland y de obligado estudio en las escuelas de estos territorios.[cita requerida]

## Aspectos históricos, sociales y culturales

### Historia
El asentamiento escandinavo en las islas comenzó probablemente a principios del siglo IX. Se cree que estos colonos llegaron en cantidades muy considerables, y como los que emigraron a Islandia y las Islas Feroe, es probable que la mayoría provinieran de la costa occidental de Noruega.
La toponimia de las Islas Shetland tiene cierta semejanza con la del noroeste noruego, mientras que el vocabulario norn implica vínculos con las regiones más al sur del citado país escandinavo.
Las Islas Orcadas y Shetland fueron concedidas a Jacobo III de Escocia en 1468 y 1469, respectivamente, y a raíz de este momento se produce la sustitución paulatina del norn por el escocés.
Sin embargo, el descenso de la utilización del norn en las Órcadas comenzó probablemente en 1379, cuando el condado pasó a manos de los Sinclair y el escocés había superado al norn como lengua de prestigio en las islas a principios del siglo XV. En las Shetland la transición empezó más tarde, pero hacia 1500 los dos archipiélagos eran bilingües. 
A pesar de esto, el proceso por el que el escocés desplazó completamente al norn como el idioma principal de las islas no fue rápido, y la mayoría de los nativos de las islas Órcadas y Shetland probablemente hablaban norn como primera lengua hasta finales del siglo XVI y entre principios y mediados del siglo siguiente, respectivamente.
Probablemente se dejó de hablar a finales del siglo XVIII, aunque sobrevivió algún tiempo más en el folklore popular. Tras ser cedidas las islas por Noruega a Escocia en el siglo XV (las Órcadas en 1468 y las Shetland en 1469), el escocés germánico fue desplazando paulatinamente al norn.
Actualmente está extinto, pero se piensa que podría haber sobrevivido como lengua hablada hasta el siglo XVIII.
Glanville Price, en su "The Languages of Britain", afirma que en 1893 aún había gente que podía "repetir frases en norn" (probablemente canciones o poemas populares) en las islas Foula y Unst (las más remotas de las Shetland). El último hablante nativo de norn se llamaba Walter Sutherland y era originario de la isla de Unst. Murió alrededor de 1850.

### Dialectos
Existieron diferencias dialectales, al menos, entre los archipiélagos de las islas Shetland y las Órcadas. Actualmente, existen unos dialectos del escocés germánico llamados "shetlandiano" y "orcadiano" u orkney, con los que no deben ser confundidos. Estos dialectos muestran restos de influencia del idioma norn hablado en las islas, pero derivan del escocés germánico de las tierras bajas de Escocia.
Algunos estudiosos piensan que el norn que se hablaba en Caithness era distinto al de las islas, y por eso hablan del "Norn de Caithness", pero no hay acuerdo sobre el particular, así que entre los expertos no se hipotetiza sobre la existencia de dicho dialecto.

## Descripción lingüística

### Clasificación
Está incluida en las lenguas del subgrupo occidental de las lenguas septentrionales germánicas, junto con el noruego, el islandés y el feroés. En algunas ocasiones, se ha clasificado junto con el islandés y el feroés como lenguas septentrionales germánicas isleñas frente a las continentales.
Dentro del tronco nórdico, el norn pertenecía al grupo escandinavo occidental. Es decir, era de la misma familia que el noruego, el islandés y el feroés. De hecho, es con este último idioma con el que guardaría mayor parecido, siendo incluso probable que fueran mutuamente inteligibles. Las lenguas vivas más cercanas serían el feroés y el nynorsk, o "nuevo noruego".

### Fonología
Comparado con idiomas de la misma familia, las oclusivas sordas /p, t, k/ se habían hecho sonoras en norn (/b, d, g/). Las fricativas dentales /θ/ y /ð/ entre o delante de vocales se convierten en las oclusivas alveolares /t/ y /d/. En esto se parece a los dialectos del noruego del suroeste (lo que no debería extrañarnos, puesto que geográficamente es la zona que cae más cerca de las islas).

### Gramática
Como el resto de lenguas germánicas, tenía tres géneros (masculino, femenino y neutro), cuatro casos (nominativo, genitivo, dativo y acusativo) y dos tiempos principales para la conjugación del verbo (presente y pretérito). 
Con otras lenguas del tronco nórdico tiene en común sus dos números (singular y plural) y que el artículo definido se forma mediante un sufijo que se pospone al nombre, no mediante una palabra separada que se antepone (como nuestros artículos "el" y "la"). 
Existen indicios de la existencia de cláusulas sin sujeto, lo que es característico del grupo escandinavo occidental.

## Texto de muestra
Apenas quedan unos pocos escritos en norn, fundamentalmente religiosos. Uno de los ejemplos más notorios es el Padre Nuestro, puesto que se conservan las versiones en los dialectos más importantes, el de Orcadas y el de Shetland. Las lenguas vivas más cercanas serían el feroés y el noruego.
Concretamente, el Padre Nuestro en norn:
- de las islas Órcadas:

Favor i ir i chimrie, / Helleur ir i nam thite,
gilla cosdum thite cumma, / veya thine mota vara gort
o yurn sinna gort i chimrie, / ga vus da on da dalight brow vora
Firgive vus sinna vora / sin vee Firgive sindara mutha vus,
lyv vus ye i tumtation, / min delivera vus fro olt ilt, Amen.
- de las islas Shetland:

Fyvor or er i Chimeri. / Halaght vara nam dit.
La Konungdum din cumma. / La vill din vera guerde
i vrildin sindaeri chimeri. / Gav vus dagh u dagloght brau.
Forgive sindorwara / sin vi forgiva gem ao sinda gainst wus.
Lia wus ikè o vera tempa, / but delivra wus fro adlu idlu.
For do i ir Kongungdum, u puri, u glori, Amen